# لی دا یون
لی دا یون (کره‌ای: 이다연؛ زادهٔ ۱۸ سپتامبر ۲۰۰۳) بازیگر اهل کره جنوبی است. او به خاطر ایفای نقش در مجموعه تلویزیونی بانو دوریان به شهرت رسید.

## فیلم‌شناسی

### مجموعه تلویزیونی
| سال  | عنوان                | نقش                   | توضیحات    | منابع       |
| ---- | -------------------- | --------------------- | ---------- | ----------- |
| ۲۰۱۹ | سرچ: دبلیودبلیودبلیو | جوانی به تا می (تامی) |            | [ ۲ ]       |
| ۲۰۲۰ | داستان عشق خانگی     | جوانی لی سون جونگ     |            |             |
| ۲۰۲۱ | مالیخولیا            | کیونگ سو یونگ         | سیاهی لشکر | [ ۳ ]       |
| ۲۰۲۲ | سی و نه              | جوانی جانگ جو هی      |            | [ ۴ ] [ ۵ ] |
| ۲۰۲۳ | بانو دوریان          | کیم سو جو             |            | [ ۶ ] [ ۷ ] |

### مجموعه اینترنتی
| سال  | عنوان               | نقش        | توضیحات | منابع |
| ---- | ------------------- | ---------- | ------- | ----- |
| ۲۰۲۰ | عاشقانه بدون بازگشت | هان سو دام |         | [ ۸ ] |